# 던컨 레게르

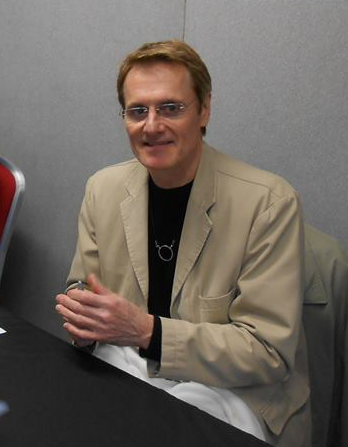
2013년 모습

덩컨 레게어(Duncan Peter Regehr, 1952년 10월 5일 ~ )는 캐나다의 배우, 작가, 화가, 조각가, 권투 선수이다.
레스브리지에서 태어났다.

## 출연 작품
- 플라잉 바이러스 (2001년)
- 에어 버드 3 (2000년)
- 렙타일 (2000년)
- 파이어 트랙 (1997년)
- 타임마스터 (1995년)
- 다니엘 스틸 - 영원한 행복 (1994년)
- 전사 (1990년)
- 잔혹 게임 (1989, The Banker)
- 빌리 더 키드 (1989년)
- 보이저호의 음모 (1988년)
- 악마 군단 (1987년)
- 폼페이 최후의 날 (1984년)
- 남북전쟁 (1982년)
- 고리아스 어웨이트 (1981년) - 폴 라이커 역
- 코스믹 크리스마스 (1977년)

### 텔레비전
- 쾌걸 조로 (1990년)
- 호텔 - 시리즈 (1983년)
- 브이 - TV 시리즈 (1984년)